# Kaj Feilberg
Kaj Gustav Feilberg (født 31. oktober 1918 i København, død 1998 i Frankfurt am Main) var en dansk nazist, der gjorde tjeneste i Waffen-SS og i Frikorps Danmark ved fronten.

## Biografi
Feilberg var bager. Inden besættelsen fik han kontakt til DNSAP og blev medlem af partiets stormafdeling, SA. Han gjorde hurtigt karriere i SA. På kort tid avancerede han til stormfører for SA i København.
Kort efter den 9. april 1940 søgte han optagelse i Waffen-SS. Sammen med 39 andre fra SA og NSU tog han den 20. juni 1940 til Klagenfurt for at indtræde i 1. bataljon i det nyoprettede SS-Regiment "Nordland". Senere kom han til 7. kompagni i SS-Regiment "Nordland" i Wien. Han deltog i Operation Barbarossa, der begyndte den 22. juni 1941. Under kampene udmærkede han sig og blev bl.a. tildelt jernkorset af anden grad, stormmærket og de såredes medalje i sølv.
I april 1942 blev han sendt på orlov i Danmark, hvor han hørte Frikorps Danmarks kommandør von Schalburgs sidste store tale i KB Hallen den 3. maj 1942.
Han ankom herefter til 3. kompagni ved Frikorps Danmark. Frikorpset meldte sig klar til frontindsats, og Kaj Feilberg deltog i kampene ved Demjansk og Welikije Luki. Under kampene blev han forfremmet til SS-Unterscharführer. Han blev såret og tildelt de såredes medalje i sølv.
Den 1. februar 1943 blev han sendt til SS-officersskolen i Bad Tölz for at blive uddannet som underofficer. Herfra graduerede han den 31. juli 1943 som SS-Standartenoberjunker.
Fra SS-skolen blev han sendt til panseropklaringsenheden ved SS-Regiment Nordland, hvor han efter nogle måneder blev forfremmet til SS-Untersturmführer og delingsfører i 4. kompagni. Under kampene ved Oranienbaum blev han den 12. februar 1944 tildelt jernkorset af første grad. Han blev såret og i april 1944 sendt på en langvarig orlov i Danmark.
Han meldte sig til Schalburgkorpset i Den Danske Frimurerordens logebygning på Blegdamsvej i København, hvor Schalburgkorpset huserede. En af de sårede danske frontofficerer, Erik Vagn Fenger, var ligeledes hjemme på orlov og meldte sig samtidigt. De mødte en fælles kammerat fra uddannelsestiden i Bad Tölz, SS-Untersturmführer Erik Spleth, der var tilknyttet Schalburgkorpsets Efterretningstjeneste E.T.
Da et nationalsocialistisk ægtepar i Slagelse blev likvideret, tog Kaj Feilberg og Erik Fenger under protest med på en mission til Slagelse for at foretage anholdelser. Under missionen blev lektor Albert Ibsen dræbt af ET-manden Berthelsen, der den 17. maj 1944 blev likvideret af modstandsbevægelsen.
I København protesterede begge frontofficererne til deres gamle frikorpschef Knud Børge Martinsen, der var chef for Schalburgkorpset. Begge officerer blev efter eget ønske sendt til fronten. Kaj Feilberg ankom endnu en gang til panseropklaringsenheden ved SS-Regiment Nordland.
Efter at Kaj Feilberg igen blev såret, tog han i november 1944 til SS-panseruddannelses- og reserveenheden i SS-Division "Nordland". Herfra kom han i januar 1945 tilbage til panseropklaringsenheden, denne gang som kompagnifører for 4. kompagni. Senere blev han kompagnifører for 3. kompagni. Under gadekampene i Berlin den 2. maj 1945 blev han såret for 7. og sidste gang.
Kaj Feilbergs liv blev reddet af en fransk sygeplejeske, og han kom senere under falsk identitet i russisk krigsfangenskab. Herfra blev han løsladt efter et halvt år, da russerne troede, at han havde tilhørt den tyske hær. Feilberg kom til Østtyskland og senere til Vesttyskland.
Han vendte aldrig tilbage til Danmark, da han var eftersøgt for mordet på lektor Albert Ibsen.
Kaj Gustav Feilberg døde i 1998.